# Runchomyia magna
Runchomyia magna är en tvåvingeart som först beskrevs av Theobald 1905.  Runchomyia magna ingår i släktet Runchomyia och familjen stickmyggor. Inga underarter finns listade i Catalogue of Life.